# Central Highlands Council
Central Highlands Council är en kommun i Australien. Den ligger i delstaten Tasmanien, i den sydöstra delen av landet, omkring 95 kilometer nordväst om delstatshuvudstaden Hobart. Antalet invånare var 2 141 vid folkräkningen 2016.
Följande samhällen finns i Central Highlands:
- Bothwell
- Ellendale
- Hamilton
- Gretna
- National Park
- Ouse
- Dee
- Miena